# Фудбалска репрезентација Уједињених Арапских Емирата
Фудбалска репрезентација Уједињених Арапских Емирата (арап. منتخب الإمارات العربية المتحدة لكرة القدم‎) национални је фудбалски тим који на међународној сцени представља азијску државу Уједињене Арапске Емирате.

## Турнир

### Светско првенство у фудбалу
| Финални    | Финални               | Финални               | Финални               | Финални               | Финални               | Финални               | Финални               | Финални               |                  | Квалификација    | Квалификација    | Квалификација    | Квалификација    | Квалификација    | Квалификација |
| Година     | Коло                  | Пласман               | Ут                    | П                     | Н                     | И                     | Гол+                  | Гол-                  | Ут               | П                | Н                | И                | Гол+             | Гол-             |               |
| ---------- | --------------------- | --------------------- | --------------------- | --------------------- | --------------------- | --------------------- | --------------------- | --------------------- | ---------------- | ---------------- | ---------------- | ---------------- | ---------------- | ---------------- | ------------- |
| 1974−1982. | Нису учествовали      | Нису учествовали      | Нису учествовали      | Нису учествовали      | Нису учествовали      | Нису учествовали      | Нису учествовали      | Нису учествовали      | Нису учествовали | Нису учествовали | Нису учествовали | Нису учествовали | Нису учествовали | Нису учествовали |               |
| 1986.      | Нису се квалификовали | Нису се квалификовали | Нису се квалификовали | Нису се квалификовали | Нису се квалификовали | Нису се квалификовали | Нису се квалификовали | Нису се квалификовали | 4                | 2                | 1                | 1                | 5                | 4                |               |
| 1990.      | групна фаза           | 24.                   | 3                     | 0                     | 0                     | 3                     | 2                     | 11                    | 9                | 4                | 4                | 1                | 16               | 7                |               |
| 1994.      | Нису се квалификовали | Нису се квалификовали | Нису се квалификовали | Нису се квалификовали | Нису се квалификовали | Нису се квалификовали | Нису се квалификовали | Нису се квалификовали | 8                | 6                | 1                | 1                | 19               | 4                |               |
| 1998.      | Нису се квалификовали | Нису се квалификовали | Нису се квалификовали | Нису се квалификовали | Нису се квалификовали | Нису се квалификовали | Нису се квалификовали | Нису се квалификовали | 12               | 5                | 4                | 3                | 16               | 13               |               |
| 2002.      | Нису се квалификовали | Нису се квалификовали | Нису се квалификовали | Нису се квалификовали | Нису се квалификовали | Нису се квалификовали | Нису се квалификовали | Нису се квалификовали | 16               | 7                | 2                | 7                | 31               | 20               |               |
| 2006.      | Нису се квалификовали | Нису се квалификовали | Нису се квалификовали | Нису се квалификовали | Нису се квалификовали | Нису се квалификовали | Нису се квалификовали | Нису се квалификовали | 6                | 3                | 1                | 2                | 6                | 6                |               |
| 2010.      | Нису се квалификовали | Нису се квалификовали | Нису се квалификовали | Нису се квалификовали | Нису се квалификовали | Нису се квалификовали | Нису се квалификовали | Нису се квалификовали | 16               | 4                | 3                | 9                | 19               | 24               |               |
| 2014.      | Нису се квалификовали | Нису се квалификовали | Нису се квалификовали | Нису се квалификовали | Нису се квалификовали | Нису се квалификовали | Нису се квалификовали | Нису се квалификовали | 8                | 2                | 1                | 5                | 14               | 16               |               |
| 2018.      | Нису се квалификовали | Нису се квалификовали | Нису се квалификовали | Нису се квалификовали | Нису се квалификовали | Нису се квалификовали | Нису се квалификовали | Нису се квалификовали | 18               | 9                | 3                | 6                | 37               | 17               |               |
| 2022.      | Нису се квалификовали | Нису се квалификовали | Нису се квалификовали | Нису се квалификовали | Нису се квалификовали | Нису се квалификовали | Нису се квалификовали | Нису се квалификовали | 18               | 9                | 3                | 6                | 30               | 14               |               |
| Укупно     |                       |                       | 3                     | 0                     | 0                     | 3                     | 2                     | 11                    | 114              | 51               | 23               | 41               | 193              | 125              |               |

### АФК азијски куп
| Финални | Финални               | Финални               | Финални               | Финални               | Финални               | Финални               | Финални               | Финални               |                            | Квалификација              | Квалификација              | Квалификација              | Квалификација              | Квалификација              | Квалификација    |                  |
| Година  | Коло                  | Пласман               | Ут                    | П                     | Н                     | И                     | Гол+                  | Гол-                  | Ут                         | П                          | Н                          | И                          | Гол+                       | Гол-                       |                  |                  |
| ------- | --------------------- | --------------------- | --------------------- | --------------------- | --------------------- | --------------------- | --------------------- | --------------------- | -------------------------- | -------------------------- | -------------------------- | -------------------------- | -------------------------- | -------------------------- | ---------------- | ---------------- |
| 1976.   | Нису учествовали      | Нису учествовали      | Нису учествовали      | Нису учествовали      | Нису учествовали      | Нису учествовали      | Нису учествовали      | Нису учествовали      | Нису учествовали           | Нису учествовали           | Нису учествовали           | Нису учествовали           | Нису учествовали           | Нису учествовали           | Нису учествовали | Нису учествовали |
| 1980.   | Групна фаза           | 9                     | 4                     | 0                     | 1                     | 3                     | 3                     | 9                     | 3                          | 1                          | 2                          | 0                          | 2                          | 0                          |                  |                  |
| 1984.   | Групна фаза           | 6                     | 4                     | 2                     | 0                     | 2                     | 3                     | 8                     | 4                          | 3                          | 0                          | 1                          | 24                         | 2                          |                  |                  |
| 1988.   | Групна фаза           | 8                     | 4                     | 1                     | 0                     | 3                     | 2                     | 4                     | 5                          | 4                          | 1                          | 0                          | 12                         | 1                          |                  |                  |
| 1992.   | Четврто место         | 4                     | 3                     | 1                     | 2                     | 0                     | 2                     | 1                     | 2                          | 2                          | 0                          | 0                          | 6                          | 3                          |                  |                  |
| 1996.   | Друго место           | 2                     | 6                     | 4                     | 2                     | 0                     | 8                     | 3                     | Квалификовани као домаћини | Квалификовани као домаћини | Квалификовани као домаћини | Квалификовани као домаћини | Квалификовани као домаћини | Квалификовани као домаћини |                  |                  |
| 2000.   | Нису се квалификовали | Нису се квалификовали | Нису се квалификовали | Нису се квалификовали | Нису се квалификовали | Нису се квалификовали | Нису се квалификовали | Нису се квалификовали | 4                          | 3                          | 0                          | 1                          | 12                         | 2                          |                  |                  |
| 2004.   | Групна фаза           | 15                    | 3                     | 0                     | 1                     | 2                     | 1                     | 5                     | 6                          | 4                          | 1                          | 1                          | 13                         | 5                          |                  |                  |
| 2007.   | Групна фаза           | 12                    | 3                     | 1                     | 0                     | 2                     | 3                     | 6                     | 6                          | 4                          | 1                          | 1                          | 11                         | 6                          |                  |                  |
| 2011.   | Групна фаза           | 13                    | 3                     | 0                     | 1                     | 2                     | 0                     | 4                     | 4                          | 3                          | 0                          | 1                          | 7                          | 1                          |                  |                  |
| 2015.   | Треће место           | 3                     | 6                     | 3                     | 1                     | 2                     | 10                    | 8                     | 6                          | 5                          | 1                          | 0                          | 18                         | 3                          |                  |                  |
| 2019.   | Полуфинале            | 4                     | 6                     | 3                     | 2                     | 1                     | 8                     | 8                     | 8                          | 5                          | 2                          | 1                          | 27                         | 4                          |                  |                  |
| Укупно  |                       |                       | 42                    | 15                    | 10                    | 17                    | 40                    | 56                    | 48                         | 34                         | 8                          | 6                          | 132                        | 27                         |                  |                  |